# Journal of Egyptian Archaeology
Das Journal of Egyptian Archaeology ist eine britische, jährlich erscheinende wissenschaftliche Fachzeitschrift auf dem Gebiet der Ägyptologie. In dem peer-reviewed Publikationsorgan werden aktuelle Forschungsbereiche und Rezensionen mit Bedeutung für die Ägyptologie veröffentlicht. 1914 von der Egypt Exploration Society eingerichtet, erscheint es bis heute. Derzeitige Herausgeberin (Stand Februar 2020) ist Claudia Näser.